# Suzi Quatro (musikalbum)
Suzi Quatro, Suzi Quatros självbetitlade debutalbum släppt på Bell Records 1973. Det här albumet anses ofta vara ett definitivt glamrockalbum. Här finns två av hennes största hits ("48 Crash", "Can the Can") blandat med egenskrivna låtar och gamla rockcovers.

## Låtar på albumet
1. "48 Crash" (Chapman/Chinn) - 3:56
2. "Glycerine Queen" (Quatro/Tuckey) - 3:48
3. "Shine My Machine" (Quatro/Tuckey) - 3:50
4. "Official Suburban Superman" (Quatro/Tuckey) - 3:06
5. "I Wanna Be Your Man" (Lennon/McCartney) - 3:20
6. "Primitive Love" (Chapman/Chinn) - 4:13
7. "Can the Can" (Chapman/Chinn) - 3:50
8. "All Shook Up" (Blackwell/Presley) - 3:50
9. "Sticks and Stones" (Quatro/Tuckey) - 3:41
10. "Skin Tight Skin" (Quatro/Tuckey) - 4:21
11. "Get Back Mamma" (Quatro) - 5:56
12. "Rockin' Moonbeam" (Quatro/Tuckey) - 2:54
13. "Shakin' All Over" (Heath) - 3:34